# Tomasz Miller
Tomasz Artur Miller – polski matematyk, fizyk matematyczny i popularyzator nauki. Doktor nauk matematycznych, pracownik Uniwersytetu Jagiellońskiego (UJ), konkretniej Centrum Kopernika Badań Interdyscyplinarnych (CKBI) na stanowisku adiunkta. Laureat dwóch nagród za popularyzację.

## Życiorys

### Badania
W 2017 roku na Politechnice Warszawskiej (PW), na Wydziale Matematyki i Nauk Informacyjnych (MiNI), obronił doktorat z matematyki pt. Causality theory for probability measures on spacetimes. Promowali go Leszek Pysiak i Michał Eckstein, a recenzowali Jerzy Juliusz Kijowski i Robert Wolak. Tomasz Miller jako badacz specjalizuje się w matematycznych strukturach używanych w teorii względności i mechanice kwantowej, m.in. w geometrycznym i algebraicznym opisie czasoprzestrzeni i informacji kwantowej. Publikował w kilku czasopismach badawczych, m.in.:
- „Physical Review A”;
- „Reports on Mathematical Physics”;
- „Journal of Geometry and Physics”;
- „Symmetry”;
- „Complex Analysis and Operator Theory”;
- „Linear Algebra and its Applications”.

Jego współautorzy to m.in. Michał Heller i Ryszard Horodecki. 

### Popularyzacja
Tomasz Miller popularyzował matematykę, fizykę, ich historię i ich filozofię przez szereg wykładów, wywiadów, dyskusji, artykułów prasowych i przekładów. Współpracował m.in. z „Tygodnikiem Powszechnym”. Występował m.in.:
- w nagraniach CKBI do serwisu YouTube[5], m.in. seriach filmów:
  - „Zacznijmy od zera” o matematyce wyższej[6];
  - „Zasady z człowiekiem” o zasadach antropicznych i hipotezie Wieloświata[7];
- na krakowskich spotkaniach Copernicus Festival organizowanych przez CKBI[8][9];
- na Wydziale Fizyki, Astronomii i Informatyki Stosowanej Uniwersytetu Jagiellońskiego (FAIS UJ) w ramach cyklu „Bliżej Nauki”[10][11];
- dla Śląskiego Festiwalu Nauki w Katowicach[12][13];
- dla Centrum Nauki Experyment w Gdyni[14];
- dla portalu popularnonaukowego „Projekt Pulsar”[15][16];
- w projekcie „Radio Naukowe” Karoliny Głowackiej[17][18];
- gościnnie dla polskich youtuberów i podcastów jak:
  - Piotr Kosek („Astrofaza”)[19];
  - Przemysław Górczyk („Przemek Górczyk Podcast”)[20];
  - portal Zadebatuj.pl[21];
  - portal „Wiedza w Głosie”[22].

## Przekłady
- 2017: Roger Penrose, Moda, wiara i fantazja w nowej fizyce Wszechświata, współautor przekładu: Łukasz Lamża, Copernicus Center Press, Kraków, ISBN 978-83-7886319-9.
- 2019: Sabine Hossenfelder, Zagubione w matematyce. Fizyka w pułapce piękna, CC Press, ISBN 978-83-7886-459-2.
- 2022: Donald Knuth, Liczby nadrzeczywiste. Jak dwoje byłych studentów nakręciło się na czysta matematykę i odnalazło pełnię szczęścia, CC Press, ISBN 978-83-7886-618-3.

## Nagrody
- 2018: Nagroda im. Stefanii Światłowskiej od VI Liceum Ogólnokształcącego im. Tadeusza Reytana w Warszawie; współlaureat: Michał Heller[23].
- 2024: Nagroda „Popularyzator Nauki” przyznawana przez Polską Agencję Prasową (PAP) i Ministerstwo Nauki i Szkolnictwa Wyższego (MNiSW); kategoria: Naukowiec[24].

Tomasz Miller był finalistą konkursu „Popularyzator Nauki” także we wcześniejszych edycjach, w latach 2022 i 2023.